# Hvalsey
Hvalsey (grønlandsk Qaqortukulooq) er en historisk, men fraflyttet boplads nær Qaqortoq på Grønland.
Her findes flere af Grønlands bedst bevarede ruiner fra nordbotiden, i det, som dengang hed Austurbygd, som blev fraflyttet engang efter 1408, ca 500 år efter den blev etableret. Her findes bl.a. ruinerne af Hvalseyjarfjord Kirke, Grønlands største og bedst bevarede ruin fra nordbotiden og af Þjóðhildarstöðum gård, den norske kongsgård i 1300-tallet, som skrevet:
“Næst Einarsfirði liggr Hvalseyjarfjörðr. Þar er kirkja, sem heitir Hvalseyjarfjarðarkirkja. Hún á allan fjörðinn ok svá allan Kambstaðafjörð, sem er næstr. Í þessum firði stendur bær mikill, sem konungi tilheyrir og heitir Þjóðhildarstaðir.” (Ivar Bardarsons beskrivelse af Grønland, udgivet efter håndskrifterne af Finnur Jónsson, 1930)
Bopladsen blev etableret af Erik den Rødes onkel, Thorkel Farserk, og det siges, at han fortsat går igen her. 
Et bryllup i 1408, mellem Sigríður Björnsdóttir og Þorsteinn Ólafsson, begge fra Island, er den sidste dokumenterde hændelse herfra. Brudeparret flyttede tilbage til Island i 1410, og bosatte sig på familiegården i Akrar i Nordisland. 
Bosættelsen uddøde igennem de næste 50-60 år, omkring 500 år efter, at Erik den Røde flyttede dertil fra vestkysten af Island. 
Bopladsen her var en af de større i Sydgrønland, med ca. 14 ruiner af huse nær kirken. Kirken er formentlig fra begyndelsen af 1300-tallet, og er formentlig bygget af norske og skotske stenbyggere. 
En identisk kirke er også fundet i Norge og på Orkneyøerne. 